# Коларж, Йозеф Йиржи
Йозеф Йиржи Коларж (чеш. Josef Jiří Kolár или Kolář; 9 декабря 1812, Прага — 31 января 1896, Прага) — чешский актёр, писатель

 и переводчик.

## Биография
Йозеф Коларж (позже его также стали именовать: Коллар или Колар) родился в Праге 9 декабря 1812 года и был последним из трёх сыновей в семье торговца одеждой, у которого всего было двенадцать детей.
Получил хорошее образование; после школы он уже читал Гомера на греческом языке; также знал немецкий, французский, итальянский и английский языки. С 1830 года в Карловом университете изучал философию, естественные науки и филологию. Однако не окончил курса, прервав учебу в 1833 году и определившись учителем в венгерской дворянской семье в Пеште. Там он изучал медицину и подружился с Яном Колларом. Однажды у него случился спор с венгерским дворянином о венгерском и славянском языках, который закончился дуэлью — Колар был серьёзно ранен. Затем путешествовал по Европе, изучал разные языки. В знак восхищения Джорджем Байроном добавил второе имя Йиржи к своему имени.
Вернувшись в Прагу, продолжил обучение в университете. В это время он познакомился с Йозефом Каэтаном Тылом, который разжёг в нём интерес к театру. С 1837 года Коларж играл в Сословном театре. Его актёрская деятельность продолжалась до 1884 года.
В 1844 году познакомился с Августином Сметаной, философом-гегелевцем и позднее (1850) отлученным от церкви священником. Он снова обратил внимание на философию и принимал участие во встречах с Августином Сметаной в его квартире, где среди гостей были Антон Шпрингер, Винценц Нахловски, Михаэль Франтишек фон Канавал и Бернард Больцано.
В 1859 году был назначен директором чешской сцены, с 1862 года — немецкой сцены Сословного театра. В 1866 году он стал главным режиссером Временного театра, где он руководил в основном операми. С 1881 годаработал в Национальном театре.
Был женат на Анне Манетиновой (1817–1882), актрисе Сословного театра. В 1863 году его жена тяжело заболела, а с 1877 года была прикована к постели после инсульта. Их дочь Августа Ауспиц-Коларжова (1844–1878) была концертирующей пианисткой.
Умер 31 января 1896 года от пневмонии в Пражской больнице. Похоронен на Ольшанском кладбище.

## Литературная деятельность
Литературные сочинения Коларжа чаще всего связаны с исторической тематикой, поданной в романтическом ключе. Популярностью пользовались его трагедии: «Моника» (1847), после первого успеха некоторое время запрещённая «Смерть Жижки» (чеш. «Žižkova smrt»; 1851), «Пражский еврей» (чеш. «Pražský žid»; 1872), переработанный в 1946 году Владиславом Ванчурой. Из романов Коларжа выделяются «Либуше в Америке» (чеш. «Libuše v Americe»; 1854), «Музыканты, или Дьявол во фраке» (чеш. «Muzikanti čili Ďábel ve fraku»; 1867) и др. Коларж писал и по-немецки и был одно время сотрудником журнала Р. Глазера, «Ost und West», защищавшего интересы славянских литератур.
Из переводов Коларжа выше всего ценились «Фауст» Гёте и некоторые драмы Шиллера и Шекспира; его перевод «Укрощения строптивой» (1846) был первым переводом этой пьесы на чешский язык.
В 1853 году успех перевода Коларжем шекспировского «Гамлета» побудил его вместе со своим учеником Якубом Малым начать систематический перевод на чешский язык всех пьес Шекспира. Проект был завершен в 1872 году. Сам Коларж сделал переводы четырёх пьес: Малый — одиннадцати, Франтишек Доуча и Ян Йозеф Чейка — по девять, а Ладислав Челаковский — четыре.